# Gare de Szőny-Déli
La gare de Szőny-Déli (en hongrois : Szőny-Déli vasútállomás) est une halte ferroviaire hongroise, située à Komárom.